# Henri Poitras
Pour les articles homonymes, voir Poitras.
Henri Poitras, né Joseph Alphonse Hospice Poitras le 11 juin 1896 et mort le 1er août 1971 est un auteur et acteur québécois.

## Biographie
Né à Montréal (dans le Faubourg Québec), Henri Poitras étudie au Conservatoire Lassalle avec le fondateur Eugène Lassalle. 
Sergent à Valcartier durant la Première Guerre mondiale, il débute dans le métier d'acteur dès son retour à la vie civile.
Il connait une carrière artistique très riche et diversifiée. Il a fait ses débuts comme comédien au théâtre Chanteclerc (Montréal) pour ensuite interpréter des centaines de rôles de tous les répertoires, autant au Québec qu'en Nouvelle-Angleterre. 
Pendant un quart de siècle, il joue et chante régulièrement à la Société canadienne d'opérette et aux Variétés lyriques de Montréal.
De plus, il est souvent sollicité par la radio, la télévision et le cinéma; il tourne au Canada, en France et à New York.
Professeur d'art dramatique (entre autres au Conservatoire Lassalle), il trouve également le temps de diriger sa propre agence artistique. Auteur d'une quarantaine de pièces, il est aussi metteur en scène et directeur de nombreuses troupes de théâtre.
Mais on se souvient surtout d'Henri Poitras pour son rôle de Jambe de bois dans Les Belles Histoires des pays d'en haut.
Le fonds d’archives Henri Poitras (MSS56) est conservé au centre d’archives de Montréal de Bibliothèque et Archives nationales du Québec.

## Filmographie
- 1945 : Fridolinons
- 1947 : La Forteresse
- 1947 : Whispering City : Detective at Blanche's Apartment
- 1949 : On ne triche pas avec la vie : Filasse
- 1949 : Un homme et son péché : Jambe de bois
- 1950 : Séraphin (une suite du film Un homme et son péché de 1949) : Jambe de bois
- 1953 : Tit-Coq : Oncle Alcide
- 1956 - 1970 : Les Belles Histoires des pays d'en haut (série télévisée) : Jambe-de-bois
- 1957 : Au chenal du moine (série télévisée) : Paquet Paulhus
- 1960 : Le Petit monde du père Gédéon (série télévisée) : Pantaléon Veilleux

## Sources
- Notices d'autorité :   - VIAF
- « Henri Poitras » (présentation), sur l'Internet Movie Database
- Philippe Laframboise, Fred Barry et la petite histoire du théâtre au Québec, Les éditions Logiques, 1996